# Жермон
Жермо́н (фр. Germont) — коммуна во Франции, находится в регионе Шампань — Арденны. Департамент коммуны — Арденны. Входит в состав кантона Ле-Шен. Округ коммуны — Вузье.
Код INSEE коммуны — 08186.
Коммуна расположена приблизительно в 195 км к востоку от Парижа, в 65 км северо-восточнее Шалон-ан-Шампани, в 39 км к югу от Шарлевиль-Мезьера.

## Население
Население коммуны на 2008 год составляло 43 человека.
| 1962 | 1968 | 1975 | 1982 | 1990 | 1999 | 2008 |
| ---- | ---- | ---- | ---- | ---- | ---- | ---- |
| 50   | 61   | 51   | 52   | 51   | 35   | 43   |

## Администрация
| Период | Период | Фамилия      | Партия | Должность |
| ------ | ------ | ------------ | ------ | --------- |
| 2001   | 2008   | Женевьев Буш |        |           |
| 2008   |        | Льонель Моро |        |           |

## Экономика
В 2007 году среди 29 человек в трудоспособном возрасте (15—64 лет) 19 были экономически активными, 10 — неактивными (показатель активности — 65,5 %, в 1999 году было 81,8 %). Из 19 активных работали 17 человек (11 мужчин и 6 женщин), безработных было 2 (1 мужчина и 1 женщина). Среди 10 неактивных 3 человека были учениками или студентами, 4 — пенсионерами, 3 были неактивными по другим причинам.

## Фотогалерея

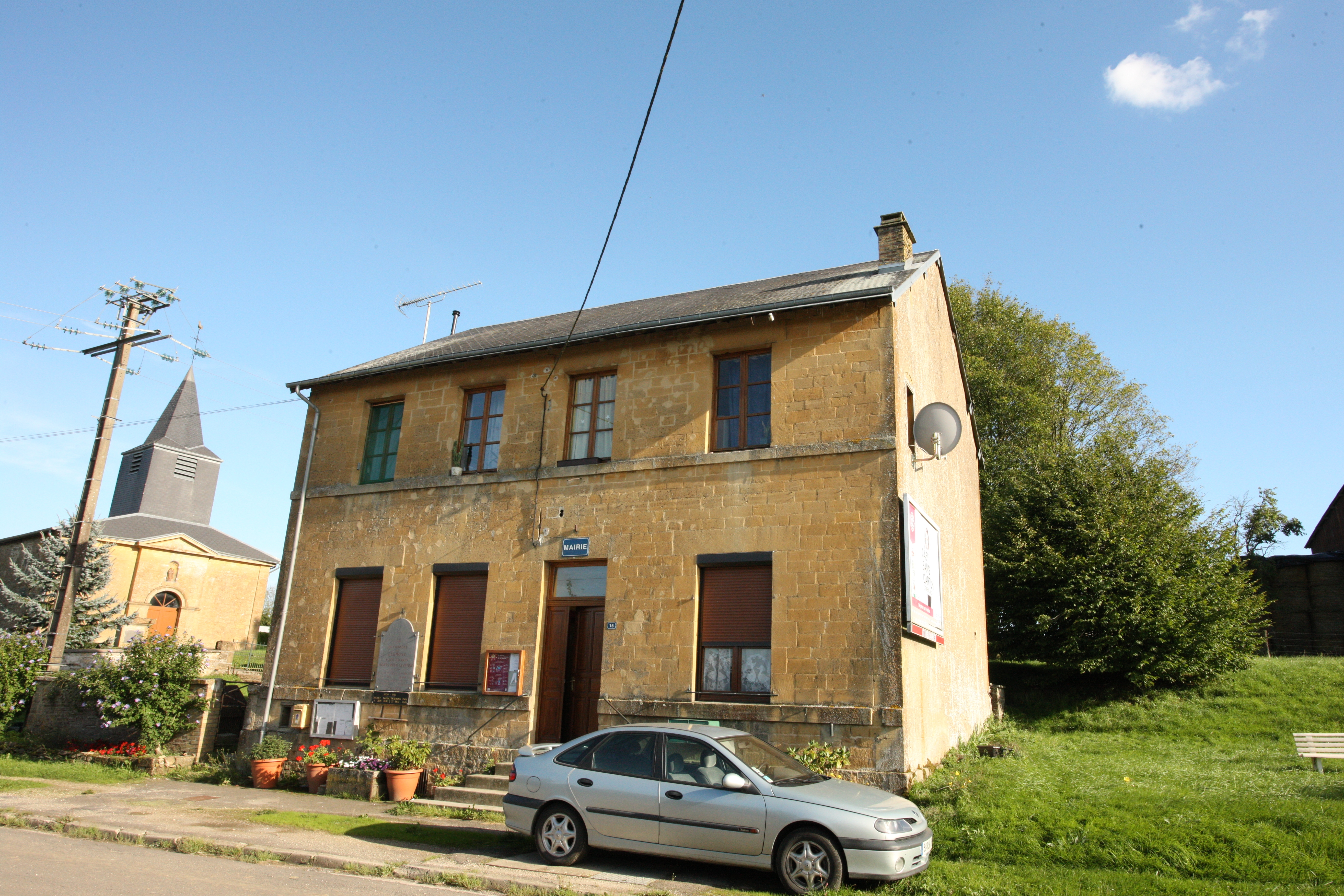
Мэрия
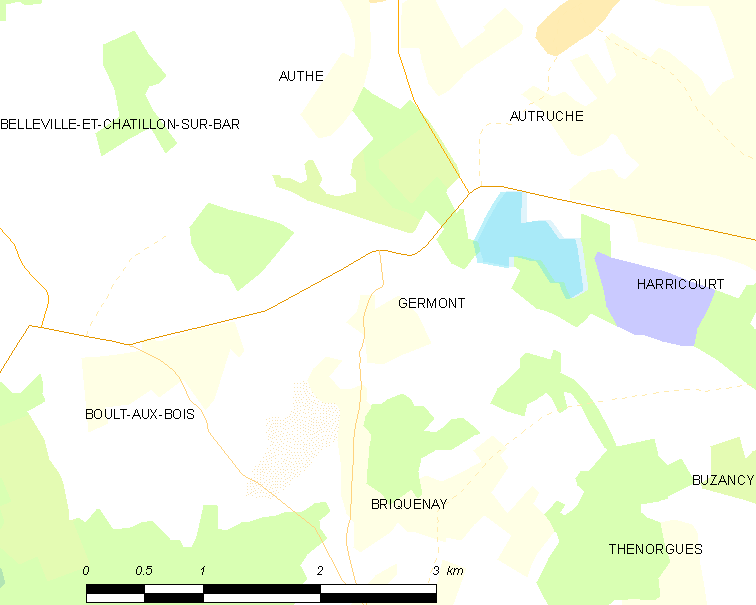
Карта коммуны